# Oruçlu, Tatvan
Oruçlu là một xã thuộc huyện Tatvan, tỉnh Bitlis, Thổ Nhĩ Kỳ.